# Vásárosnaményi járás
A Vásárosnaményi járás Szabolcs-Szatmár-Bereg vármegyéhez tartozó járás Magyarországon, amely 2013-ban jött létre. Székhelye Vásárosnamény. Területe 617,94 km², népessége 36 689 fő, népsűrűsége pedig 59 fő/km² volt 2013. elején. 2013. július 15-én két város (Vásárosnamény és Nyírmada) és 26 község tartozott hozzá.
A Vásárosnaményi járás a járások 1983. évi megszüntetéséig is létezett. 1923-ban, Szatmár, Ugocsa és Bereg k.e.e. vármegye létrehozásakor szervezték Bereg vármegye Magyarországon maradt részén, és székhelye mindvégig Vásárosnamény volt. Az 1950-es megyerendezésig különböző megyékhez tartozott, azután Szabolcs-Szatmár megyéhez.

## Települései
| Település      | Rang (2013. július 15.) | Közös hivatal  | Kistérség (2013. január 1.) | Népesség (2013. január 1.) | Terület (km²) |
| -------------- | ----------------------- | -------------- | --------------------------- | -------------------------- | ------------- |
| Vásárosnamény  | járásszékhely város     | Vásárosnamény  | Vásárosnaményi              | 8 831                      | 65,66         |
| Nyírmada       | város                   |                | Baktalórántházai            | 4 885                      | 38,8          |
| Tarpa          | nagyközség              | Tarpa          | Vásárosnaményi              | 2 164                      | 49,73         |
| Aranyosapáti   | község                  |                | Vásárosnaményi              | 2 041                      | 21,11         |
| Barabás        | község                  | Tiszakerecseny | Vásárosnaményi              | 846                        | 38,19         |
| Beregdaróc     | község                  | Beregdaróc     | Vásárosnaményi              | 842                        | 23,82         |
| Beregsurány    | község                  | Csaroda        | Vásárosnaményi              | 631                        | 16,01         |
| Csaroda        | község                  | Csaroda        | Vásárosnaményi              | 580                        | 24,68         |
| Gelénes        | község                  | Beregdaróc     | Vásárosnaményi              | 569                        | 20,55         |
| Gemzse         | község                  | Ilk            | Vásárosnaményi              | 846                        | 13,6          |
| Gulács         | község                  | Tarpa          | Vásárosnaményi              | 870                        | 23,35         |
| Gyüre          | község                  | Nagyvarsány    | Vásárosnaményi              | 1 200                      | 15,87         |
| Hetefejércse   | község                  | Csaroda        | Vásárosnaményi              | 316                        | 15,45         |
| Ilk            | község                  | Ilk            | Vásárosnaményi              | 1 237                      | 14,56         |
| Jánd           | község                  | Vásárosnamény  | Vásárosnaményi              | 747                        | 16,54         |
| Kisvarsány     | község                  | Ilk            | Vásárosnaményi              | 1 035                      | 12,83         |
| Lónya          | község                  | Tiszakerecseny | Vásárosnaményi              | 772                        | 35,48         |
| Márokpapi      | község                  | Csaroda        | Vásárosnaményi              | 470                        | 21,18         |
| Mátyus         | község                  | Tiszakerecseny | Vásárosnaményi              | 261                        | 11,03         |
| Nagyvarsány    | község                  | Nagyvarsány    | Vásárosnaményi              | 1 484                      | 12,55         |
| Olcsva         | község                  | Vásárosnamény  | Vásárosnaményi              | 648                        | 9,96          |
| Pusztadobos    | község                  | Ilk            | Baktalórántházai            | 1 455                      | 16,69         |
| Tákos          | község                  | Csaroda        | Vásárosnaményi              | 357                        | 10,82         |
| Tiszaadony     | község                  | Tiszakerecseny | Vásárosnaményi              | 664                        | 15,63         |
| Tiszakerecseny | község                  | Tiszakerecseny | Vásárosnaményi              | 970                        | 23,86         |
| Tiszaszalka    | község                  | Beregdaróc     | Vásárosnaményi              | 866                        | 14,95         |
| Tiszavid       | község                  | Beregdaróc     | Vásárosnaményi              | 524                        | 10,75         |
| Vámosatya      | község                  | Beregdaróc     | Vásárosnaményi              | 578                        | 24,29         |